# Бейкеево
Бейкеево (баш. Бәйкәй) — деревня в Кушнаренковском районе Республики Башкортостан Российской Федерации. Входит в состав Старокурмашевского сельсовета.

## География

### Географическое положение
Расстояние до:
- районного центра (Кушнаренково): 27 км,
- центра сельсовета (Старокурмашево): 20 км,
- ближайшей ж/д станции (Уфа): 85 км.

## Население
| 2002 | 2009 | 2010 |
| ---- | ---- | ---- |
| 183  | ↗198 | ↘170 |

Национальный состав
Согласно переписи 2002 года, преобладающие национальности — татары (63 %), башкиры (36 %).

## Известные уроженцы
- Каспранский, Ахметкамал Ахмадинурович - ответственный секретарь Башкирского обкома ВКП(б).